# ندى عبد النور
الشاعرة ندى منير عبد النور، قليلة الإنتاج غزيرة الموهبة التي ورثتها عن والدها الشاعر منير عبد النور، الذي تعاون مع الكثير من مبدعي لبنان.
ولدت في كفرشيما تلقت دروسها الابتدائية والتكميلية في مدرسة اليسوعية في الحدت والثانوية في ثانوية غزير الرسمية، دخلت جامعة الكسليك ونالت شهادة في تدريس اللغة الإنكليزية لتدخل سلك التعليم في مدرسة مار فرنسيس غزير حيث امضت اثني عشر سنة لتنتقل بعدها إلى عالم التلفزيون (تلفزيون الجديد) لتكون في اسرة اعداد برنامج «آلو بيروت» مع سينتيا الأسمر، وتعرفت من خلال حلقة تكريم الفيلسوف جبران خليل جبران إلى غبريال عبد النور الذي غنى من كلماتها عشر اغانٍ جُمعت في ألبوم «قمر بيروت».
عام 2010 كرمتها مديرية الثقافة في مدينة حلب بدرع تقديري على نشيد كتبته ندى إلى حلب تحت عنوان «حلب يا مجد وأبطال» ولحنه وانشده غبريال عبد النور.
لها العديد من الترانيم الدينية لفرقة الآغابي، وطوني بايع، وبولا حتي.
عام 2012 غنى لها الفنان وائل كفوري أغنية «أنت فليت» الحان وسام الأمير. اما اليوم إضافة إلى تحضير الكثير من الاغنيات من كلماتها والحان وسام الأمير، ندى عبد النور بصدد تأليف كتاب يتضمن الكثير من اشعارها تحت عنوان «قبل ما تخلص الدني»
عام 2014 غنى زين العمر من كلماتها والحان وسام الأمير أغنية«بنت الناس»
عام 2014 انضمت إلى فريق اعداد برنامج «صباح لبنان» على شاشة تلفزيون لبنان
.